# Мери Шели
Мери Вулстонкрафт Шели (рођ. Годвин; енгл. Mary Wollstonecraft Shelley; Лондон, 30. август 1797 — Лондон, 1. фебруар 1851) била је британски романописац, драмски писац, есејист, биограф, путописац и филозоф. Најпознатија је по свом готском роману Франкенштајн (енгл. Frankenstein: or, The Modern Prometheus, 1818) који говори о капетану који је створио зомби-чудовиште. Мери се такође бавила издавањем и промовисањем дела свог супруга, романтичарског песника и филозофа Персија Биша Шелија. Отац јој је био политички филозоф Вилијам Годвин, а мајка филозоф и феминисткиња Мери Вулстонкрафт.
Мери Шели је рођена 30. августа 1797. године у Лондону, а месец дана након њеног рођења умрла јој је мајка од породиљске грознице. Годвин је одгајао и васпитао Мери и омогућио јој богато, неформално образовање, подстичући је да се придржава његових либералних политичких теорија. Када је Мери имала четири године, Годвин се оженио комшиницом, са којом је Мери имала проблематичан однос.
Године 1814. Мери је започела везу са једним од политичких следбеника њеног оца, Персијем Шелијем, па се на крају удала за њега. Заједно са својом полусестром Клер Клермонт, Мери и Перси су отишли у Француску, а потом путовали Европом. По повратку у Енглеску, Мери је била трудна и носила Персијево дете. Током следеће две године, она и Перси су се суочили са остракизмом, константним дуговима и смрћу њихове превремено рођене ћерке. Венчали су се крајем 1816. године, након самоубиства Персијеве претходне жене, Харијет Вестбрук.
Током 1816. године, пар је провео лето са Лордом Бајроном, Џоном Вилијамом Полидоријем и Клер Клермонт у близини Женеве, у Швајцарској, где је Мери добила идеју за свој најпознатији роман Франкенштајн. Шелијеви су 1818. године напустили Енглеску и отпутовали у Италију, где су њихово друго и треће дете умрли, а након тога Мери је родила своје последње и једино преживело дете, Персија Флоренса. Године 1822. њен супруг се утопио када је његова једрилица потонула током олује у близини Вијаређа. Годину дана касније, Мери се вратила у Енглеску и од тада се посветила одгајању свог сина и каријери професионалног писца. Последњу деценију свог живота провела је борећи се са болешћу, вероватно можданим тумором, и умрла у доби од 53 године.
Све до 1970-их, Мери је углавном била позната по својим напорима да објави радове свог супруга и по роману Франкенштајн, који је наставио да буде читан и инспирисао многе позоришне и филмске адаптације. Савремени научници дали су свеобухватнији поглед на Мерина достигнућа. Указали су на повећано интересовање за њен књижевни рад, посебно њене романе, међу којима су историјски романи Валперга (енгл. Valperga, 1823) и Перкин Ворбек (енгл. Perkin Warbeck, 1830), апокалиптични роман Последњи човек (1826), и њена последња два романа Лодор (1835) и Фокнер (1837). Студије њених мање познатих дела, попут Лутања по Немачкој и Италији 1840, 1842. и 1843 (енгл. Rambles in Germany and Italy, in 1840, 1842, and 1843, 1844) и биографских чланака за Ларднерову енциклопедију, подржавају гледиште да је Мери Шели остала политички радикал током читавог свог живота. Мерина дела често тврде да су сарадња и саосећајност, нарочито када их практикују жене у породици, начин да се реформише грађанско друштво. Овакав став био је директно супротстављен индивидуалистичком романтичарском етосу, промовисаном од стране Персија, и просветитељским политичким теоријама, артикулисаним од стране њеног оца, Вилијама Годвина.

## Биографија

### Младост
Мери Шели је рођена као Мери Вулстонкрафт Годвин у Самерс Тауну, Лондон, дана 30. августа 1797. године. Била је друго дете феминистичког филозофа, просветитеља и писца Мери Вулстонкрафт и прво дете филозофа, романописца и новинара Вилијама Годвина. Њена мајка умрла је од породиљске грознице убрзо након што је Мери рођена, тако да је Годвин остао сам да се брине о Мери и њеној старијој полусестри Фени Имлај, која је била ћерка Мери Вулстонкрафт и америчког шпекуланта Гилберта Имлаја. Годину дана након смрти своје супруге, Годвин је објавио Мемоаре аутора Одбране права жена (енгл. Memoirs of the Author of A Vindication of the Rights of Woman, 1798), које је сматрао искреним и саосећајним изразом поштовања. Међутим, како су мемоари открили аферу Вулстонкрафтове и њено ванбрачно дете, дело је виђено као шокантно. Мери Годвин читала је ове мемоаре и мајчине књиге и неговала је успомену на своју мајку.
Мери је своје најраније године проводила срећно, ако је судећи према писмима Годвинове кућепазитељке Луизе Џонс. Али, Годвин је често био у великим дуговима; осећајући да не може одгајати децу сам, он је одлучио да се поново ожени. Децембра 1801. године, он се оженио Мери Џејн Клермонт, добро образованом женом која је из претходног брака већ имала двоје деце — Чарлса и Клер. Већини Годвинових пријатеља се није свидела његова нова жена, описујући је као темпераментну и свадљиву; али Годвин јој је био предан, па је брак био веома успешан. Мери је, с друге стране, мрзела своју маћеху. Годвинов биограф Киган Пол касније је навео да је госпођа Годвин више пажње посвећивала својој деци, а запостављала децу Вулстонкрафтове.
Годвинови су заједно основали издавачку фирму под називом М. Џ. Годвин која је продавала књиге за децу, као и канцеларијски материјал, мапе и игре. Ипак, бизнис није био баш профитабилан, па је Годвин био приморан да позајми знатне суме како би фирму одржао у животу. Он је настављао да узима нове позајмице како би вратио оне старе, што је само доводило до нових проблема. До 1809. године, бизнис Годвинових био је на ивици неуспеха и био „скоро очајан”. Годвин је био спашен дужничког затвора захваљујући својим филозофским следбеницима, међу којима је био и Френсис Плејс, који је наставио да му позајмљује новац.
Иако је Мери стекла веома мало формалног образовања, њен отац ју је подучавао у широком спектру тема. Он је често одводио децу на образовне излете, а они су имали приступ кућној библиотеци, као и библиотекама многих интелектуалаца који су посећивали Годвинове, међу којима су били романтичарски песник Семјуел Тејлор Колриџ и бивши потпредседник САД Арон Бер. Годвин је признао да децу није едуковао према филозофији Мери Вулстонкрафт наведеној у делима попут Одбране права жена (енгл. A Vindication of the Rights of Woman, 1792), али је Мери Годвин ипак стекла необично и напредно знање за девојку тог времена. Она је имала гувернанту, свакодневног тутора и читала је многе очеве књиге за децу на тему римске и грчке историје, док су још биле у рукописима. За шест месеци током 1811. године, она је такође похађала школу у Рамстејџу. Њен отац ју је са 15 година описао као девојку „јединствено смелог, донекле наређивачког, и живахног духа. Њена страст према знању је велика, а њена истрајност у свему што предузима је готово непобедива”.
Јула 1812. године, Годвин је послао Мери на боравак код породице радикала Вилијама Бакстера, близу Дандија, Шкотска. Он је писао Бакстеру да се „бојао да је она можда васпитана ... као филозоф, можда чак и као циник”. Научници су спекулисали да је она можда послата у Шкотску због здравља, како би је отац удаљио од лоше стране његовог пословања, или како би је упознао са радикалном политиком. Мери је уживала у пространом имању Бакстерових и у друштву Бакстерове четири ћерке, а на север се поново вратила у лето 1813. године и остала тамо пуних десет месеци. У њеном уводу у Франкенштајну из 1831. године, она се присетила: „већ сам тада почињала да пишем, али у сасвим баналном стилу. Испод дрвећа на имању које је припадало оцу, као и на засењеним падинама огољених планина у близини, рођени су моји први састави, ваздушасти летови моје маште.”

### Перси Биш Шели
Мери се вероватно први пут срела са радикалним песником и филозофом Персијем Бишем Шелијем између два своја боравка у Шкотској. Када се по други пут вратила кући 30. марта 1814. године, Шели је већ био напустио своју супругу и редовно је посећивао Годвина, ком је обећао да ће му помоћи да отплати дугове. Шелијев радикализам, посебно његови економски ставови, које је упијао из Годвинове Политичке правде (енгл. Political Justice, 1793), отуђио га је од његове аристократске породице: породица је од њега тражила да следи традиционалне узоре земљишне аристократије, а он је, насупрот томе, желео да донира велику суму породичног новца који би наменио плановима за помоћ хендикепиранима. Шели је због тога имао проблема, јер није могао да приступи новцу све док није наследио имање, пошто његова породица није желела да он троши новац на пројекте „политичке правде”. Након неколико месеци обећавања, Шели је рекао Годвину да он неће моћи да отплати све његове дугове. Годвин је тада био љут и осећао се изданим.
Мери и Перси су почели да се виђају тајно на гробу њене мајке, па су се на крају заљубили једно у друго — она је имала скоро 17 година, док је он био готово 22-годишњак. На Мерино запрепашћење, њен отац није одобравао, па је чак покушао да осујети њихов однос и спасе „неумрљану славу” своје ћерке. Отприлике у исто време Годвин је сазнао за Шелијеву немогућност да плати његове дугове. Мери је, која је касније писала о њеној „претераној и романтичној привржености оцу”, била збуњена. Она је Персија видела као отеловљење либералних и реформистичких идеја њених родитеља из 1790-их година, посебно Годвиновог виђења брака као репресивног монопола, који се тиме бавио у издању Политичке правде из 1793. године, али је након тога то порекао. Дана 28. јула 1814. године, пар је тајно побегао у Француску и повео са собом Мерину полусестру Клер Клермонт, притом остављајући Шелијеву трудну жену за собом.
Након времена проведеног у Калеу, Мери их је убедила да отпутују у Париз, па је трио одатле, користећи се магарцем, мулом, фијакером, а и пешице, наставио пут кроз ратом опустошену Француску до Швајцарске. „Личило је на догађај из неког романа и представљало је оваплоћење романсе”, присећала се Мери Шели током 1826. године. Док су путовали, Мери и Перси су читали дела њене мајке и других писаца, водили заједнички дневник и наставили свако своје стваралаштво. Док су били у Луцерну, недостатак новца приморао их је на повратак. Они су путовали низводно Рајном и копном до холандске луке Марслајс, па су коначно стигли у Грејвсенд, Кент, 13. септембра 1814. године.
Ситуација са којом се Мери суочила након повратка у Енглеску била је пуна компликација, од којих су неке биле потпуно непредвиђене. Да ли пре или током пута, она је остала у другом стању. Она и Перси су сада били без новца, а на Мерино истинско изненађење, њен отац одбио је да има било какве везе с њом. Пар је са Клер изнајмио стан у Самерс Тауну, а касније на Нелсон Скверу. Они су наставили да интензивно читају и пишу и забављали су се са Шелијевим пријатељима, међу којима су ту били Томас Џеферсон Хог и Томас Лав Пикок. Шели је понекад напуштао кућу на кратко како би избегао сусрете са зајмодавцима. Узрујана писма открила су патњу коју су они проживљавали током ових раздвајања.
Трудна и често болешљива, Мери је морала да се носи са Шелијевом радошћу поводом рођења његовог сина са Харијет крајем 1814. године и његовим сталним изласцима са Клер Клермонт. Делимично су је тешиле Хогове посете, који јој се у почетку уопште није допадао, али га је убрзо сматрала блиским пријатељем. Чинило се да је Шели желео да Мери и Хог буду љубавници; Мери није одбацила ову идеју, пошто је и она, као и Шели, веровала у идеју слободне љубави. У пракси, она је волела само Шелија и чинило се да се није усудила да предузме веће кораке од флертовања са Хогом. Дана 22. фебруара 1815. године, она је, два месеца пре термина, на свет донела девојчицу, која није имала велике шансе да преживи. Исте године, 6. марта, она је написала Хогу:
Најдражи, моја беба је мртва — дођи што пре можеш да ме видиш. Желим да те видим — била је савршено добро када сам отишла на спавање — пробудила сам се током ноћи да је подојим, али се чинила да спава толико чврсто да нисам хтела да је будим. Била је мртва већ тада, али нисмо знали пре јутра — по њеног изгледу вероватно је умрла од грчева — Да ли ћеш доћи — ти си тако мирно створење и Шели се боји грознице због млека — пошто нисам више мајка сада.
Губитак детета изазвао је акутну депресију код Мери, коју су прогониле визије њене бебе; али, она је опет затруднела и опоравила се до лета. Са оживљавањем Шелијевих финансија након смрти његовог деде, Биша Шелија, пар је отишао на одмор у Торки, а након тога изнајмио кућу на два спрата у Бишопсгејту. Мало тога је познато о Мерином животу из тог доба, с обзиром да је њен дневник из периода од маја 1815. до јула 1816. изгубљен. У Бишопсгејту је Шели написао своју поему Аластор, а Мери се породила 24. јануара 1816. године. Дечак је добио име Вилијам, по њеном оцу, а ускоро је добио и надимак „Вилмаус”. У свом роману Последњи човек (лат. The Last Man) Мери је замишљала и присећала се Бишопсгејта као рајског врта.

### Женевско језеро иФранкенштајн
Маја 1816. године, Мери, Перси и њихов син отпутовали су у Женеву заједно са Клер Клермонт. Они су планирали да лето проведу са Лордом Бајроном, са којим је Клер, након недавне афере, остала трудна. Они су у Женеву стигли 14. маја 1816. године, где је Мери себе ословљавала са госпођа Шели. Бајрон им се придружио 25. маја, а његова пратња био је млади физичар Џон Вилијам Полидори, који су изнајмили вилу Дионати близу Женевског језера, док је Перси Шели изнајмио мању зграду под називом Мезон Шапуи на доку. Они су време проводили пишући, возећи се чамцем по језеру и причајући до касно у ноћ.
Мери се сећала да је то било „влажно, нимало благо лето и непрестана кише нас је често данима затварала у кућама”. Седећи око логорске ватре у Бајроновој вили, друштво се забављало немачким причама о духовима, што је Бајрону дало идеју да „свако напише страшну причу”. Не могавши да смисли било какву причу, Мери је постала забринута. „Сваког јутра су ме питали јесам ли смислила причу и сваког јутра сам давала понижавајући негативан одговор”. Једне јунске вечери, разговор се пребацио на тему природних принципа живота. Мери је напоменула да се „леш можда може реанимирати; галванизам је указао на могућност таквих ствари”. То је било након поноћи пре него да сви оду на спавање. Мери, не могавши да заспи, постала је опседнута својом маштом док је посматрала разјарени ужас њеног „будног сна”, њене страшне приче:
Видела сам бледог студента порочних вештина како клечи покрај ствари коју је саставио. Видела сам грозну опсену испруженог човека, и онда, помоћу рада неког снажног мотора, он је показао знаке живота и покренуо се мучним, полувиталним знацима живота. Застрашујуће, него како; крајње застрашујућа била би последица настојања било ког човека да се руга чудесном механизму Створитеља света.
Она је почела да пише, с намером да створи кратку причу. Уз охрабрење свог супруга, она је проширила причу у роман под називом Франкенштајн или модерни Прометеј (енгл. Frankenstein: or, The Modern Prometheus) који је објављен 1818. године. Она је касније описала то лето у Швајцарској као моменат „када је први пут прешла из детињства у живот”. Прича њеног романа коришћена је као основа за бројне касније приче и филмове.
Септембра 2011. године, астроном Доналд Ослон је, посетивши вилу на Женевском језеру годину дана раније и размотривши податке о покретима месеца и звезда, закључио да се њен „сан на јави” одиграо између „два и три сата после поноћи” дана 16. јуна 1816. године, неколико дана након што је Бајрон предложио да свако од њих напише страшну причу.

### Ауторство надФранкенштајном
Откад је Франкенштајн анонимно објављен 1818. године, бројни читаоци и критичари расправљали су о његовом пореклу и појединачном доприносу Шелијевих. Постоје разлике између издања из 1818, 1823. и 1831. године, за шта је Мери написала да „супругу сигурно не дугује случајан предлог, нити било какав налет осећања, и сем његових подстицаја, он није имао никаквог доприноса оном облику дела какво је изашло у јавност”. Она је написала да је, колико се она сећа, предговор романа био Шелијево дело. Џејмс Ригер закључио је да је Персијева „помоћ у сваком делу израде књиге била толико обимна да се тешко може доћи до закључка да ли њега посматрати као уредника или мање значајног сарадника”, док је Ана Мелор касније тврдила да је Перси „само одрадио бројне техничке корекције и неколико пута појаснио наративни и тематски континуитет текста”. Чарлс Робинсон, уредник фототипског издања Франкенштајнових, закључио је да су Персијеви доприноси роману били „ништа више него што већина издавачких уредника обезбеђује новим (или старим) ауторима или, заправо, шта колеге чине једни другима након што прочитају дело које овај други пише”.

### Бат и Марлоу
Након њиховог повратка у Енглеску, Мери и Перси су се — заједно са Клер Клермонт, која је изнајмила стан у близини — преселили у Бат, где су се надали да ће Клерину трудноћу држати у тајности. Тамо је Мери примила два писма од своје полусестре Фени Имлај, која се жалила како несрећно живи; дана 9. октобра Фени је написала „узнемирујуће писмо” из Бристола које је навело Персија да ужурбано оде у потрагу за њом, али безуспешно. Сутрадан, 10. октобра ујутру, Фени Имлај је пронађена мртва у соби једне крчме заједно са опроштајном поруком и боцом лауданума. Дана 10. децембра, Персијева прва жена, Харијет Вестбрук, пронађена је удављена у језеру у Хајд парку, Лондон. Оба самоубиства била су заташкана. Харијетина породица омела је Шелијеве покушаје — које је Мери у потпуности подржавала — да преузме старатељство над Харијетином децом. Његови адвокати саветовали су га да ће се случај знатно олакшати уколико се он буде венчао, па су се Мери, која је опет била трудна, и он венчали 30. децембра 1816. године у Лондону. Мерини родитељи били су присутни на свадби и њихово венчање означило је крај лоших односа.
Клер Клермонт се породила 13. јануара наредне године, а беба се у почетку звала Алба, касније Алегра. Марта исте године, суд је пресудио да је Перси морално неподобан да преузме старатељство над децом, коју је суд касније доделио хранитељској породици. Шелијеви су се, заједно са Клер и Албом, такође марта, преселили у Марлоу, у велику, влажну кућу на обали Темзе. Ту је Мери на свет донела још једно дете, ћерку Клару, 2. септембра. У Марлоуу су се забављали са својим новим пријатељима Меријен и Лијем Хантом, радили на новим делима и често расправљали о политици.
Почетком лета 1817. године, Мери је завршила Франкенштајна, који је анонимно објављен јануара наредне године. Читаоци и критичари претпоставили су да је то било Персијево дело, с обзиром да је књига објављена са његовим предговором и била је посвећена његовом политичком хероју Вилијаму Годвину. У Марлоуу је Мери редиговала заједнички дневник писан током њиховог заједничког путовања из 1814. године, додајући материјал написан у Швајцарској 1816. године и Персијеву поему Мон Блан (енгл. Mont Blanc). Резултат свега тога била је Историја шестонедељне туре (енгл. History of a Six Weeks' Tour), објављена новембра 1817. године. Те јесени, Перси је често одлазио од куће у Лондон како би избегао зајмодавце. Претња дужничким затвором, у комбинацији са лошим здрављем и претњом да изгубе старатељство над децом, допринели су одлуци да пар напусти Енглеску и отпутује у Италију 12. марта 1818. године и поведе Клер и Албу са собом. Нису имали намеру да се враћају назад.

### Италија
Један од првих задатака приликом доласка у Италију био им је да Бајрону, који је живео у Венецији, предају Албу. Он се сложио да је одгаја докле год не буде имао било шта са Клер. Шелијеви су потом започели своју лутајућу егзистенцију, никада се не настанивши ни у једном месту на дужи период. Успут су стицали бројне пријатеље од којих су им се неки и придруживали на путу. Пар је своје време посветио читању, писању, учењу, разгледању градова и дружењу. Италијанска авантура била је, нажалост, прекинута када су оба Мерина детета умрла — прво Клара, септембра 1818. године у Венецији, а потом и Вилијам, јуна 1819. године у Риму. Ови губици бацили су је у дубоку депресију која ју је изоловала од Персија, који је написао у свом дневнику:
Најдража Мери, зашто си нестала,
и оставила ме самог у овом суморном свету?
Твој облик овде је заиста диван
али твоја уметност је побегла, сишла низ суморан пут
што Сороу чини мрачним боравиштем.

За твоје добро ја не могу да те пратим
али ти се због мене врати.
Неко време, Мери је утеху налазила само у писању. Рођење њеног четвртог детета, сина Персија Флоренса Шелија 12. новембра 1819. године, коначно је поправило њено расположење, иако је неговала сећање на своју изгубљену децу до краја живота.
Италија је Шелијевима, Бајрону и другим изгнаницима обезбедила политичку слободу недостижну код куће. Упркос суочавању са губицима, Италија је за Мери Шели постала „земља чија су сећања попут рајске слике”. Године проведене у Италији биле су период интензивне интелектуалне и креативне активности Шелијевих. Док је Перси написао низ великих песама, Мери је написала аутобиографски роман Матилду (енгл. Matilda), историјски роман Валпергу (енгл. Valperga) и драме Прозерпина (енгл. Proserpine) и Мидас (енгл. Midas). Мери је Валпергу написала како би помогла ублажавању финансијских потешкоћа њеног оца, пошто је Перси одбио да му даље помаже. Она је често била физички болесна, али и склона депресијама. Морала је да се носи са Персијевим интересовањем за друге жене, међу којима су биле и Софија Стејси, Емилија Вивијани и Џејн Вилијамс. Откад се Мери сложила са његовим веровањем у неексклузивност брака, почела је да ствара емоционалне везе са мушкарцима и женама из њиховог круга пријатеља. Посебно су јој постали драги грчки револуционар Принц Александар Маврокордато и Џејн и Едвард Вилијамс.
Децембра 1818. године Шелијеви су отпутовали на југ заједно са Клер Клермонт и својом послугом, сместивши се у Напуљ, где су остали три месеца. За време проведено у Напуљу имали су само једну посету, извесног физичара. Две године касније, они су се нашли на мети оптужби и претњи од стране Паола и Елизе Фоги, бивше послуге које је Перси отпустио у Напуљу убрзо након што су се Фогијеви венчали. Фогијеви су објавили да је 27. фебруара 1819. године у Напуљу Шели регистровао као своје и Мерино двомесечно дете под именом Елена Аделејд Шели. Фогијеви су такође тврдили да је дете било Клерино. Биографи су касније нудили различите интерпретације овог догађаја: да је Перси одлучио да усвоји локално дете како би умирио Мери након смрти двоје деце, да је дете било његово и Клерино, Елизино, или неке друге непознате жене, или да је дете било Елизино и Бајроново. Мери је на то одговорила да би она свакако знала да је Клер била трудна, али и даље није јасно колико је она заиста знала. Догађаји у Напуљу, граду ког је касније Мери назвала „рајем настањеним ђаволима”, остали су обавијени велом мистерије. Једино што је сигурно је то да сама Мери није била мајка тог детета. Елена Аделејд Шели умрла је у Напуљу 9. јуна 1820. године.
Током лета 1822. године, трудна Мери се заједно са Персијем, Клер и Едвардом и Џејн Вилијамс преселила у изоловану Вила Магни, на обали мора близу засеока Сан Теренцо у заливу Леричи. Када су се настанили, Перси је Клер саопштио лоше вести да је њена ћерка Алегра преминула од тифуса у манастиру Бањакавало. Мери је била растројена и несрећна у скученој и забаченој Вила Магни, коју је чак сматрала тамницом. Она је 16. јуна побацила, изгубивши притом толико крви да је умало преминула. Уместо да чекају доктора, Перси ју је потопио у каду са ледом како би зауставио крварење — поступак за који му је доктор касније рекао да је спасао Мерин живот. Ствари се тог лета нису баш најбоље одвијале између Мери и Персија. Наиме, он је све више времена проводио са Џејн Вилијамс уместо са својом депресивном и исцрпљеном женом. Већи део кратких песама које је Перси написао у Сан Теренцу биле су посвећене Џејн, а не Мери.
Обала је Персију Шелију и Едварду Вилијамсу пружила прилику да уживају у њиховој „савршеној летњој играчки”, новој једрилици. Брод су били дизајнирали Денијел Робертс и Едвард Трилони, Бајронов обожавалац који се овом друштву придружио јануара 1822. године. Дана 1. јула исте године, Перси Шели, Едвард Елеркер Вилијамс и капетан Денијел Робертс испловили су јужном обалом ка Ливорну. Тамо је Перси разговарао са Бајроном и Лијем Хантом о покретању радикалног часописа који би се звао Либерал. Шели и Вилијамс су 8. јула кренули на повратак до Леричија заједно са њиховим, осамнаестогодишњим, чамџијом Чарлсом Вивијаном. Они никада нису стигли на циљ. Писмо које је стигло од Ханта упућено Шелију, а послато у Вила Магни, датирано на 8. јул, садржало је следеће речи: „молим те пиши нам и реци нам како си стигао кући, пошто су нам рекли да је била олуја након што сте ви испловили у понедељак, веома смо забринути”. Мери је касније прокоментарисала тренутак када је прочитала писмо: „Папир ми је испао из руку; задрхтала сам”. Она и Џејн Вилијамс очајнички су пожуриле до Ливорна, а потом до Пизе, како би се увериле да су им мужеви још увек живи. Десет дана након олује, три тела испловила су на обалу близу Вијаређа, на пола пута између Ливорна и Леричија. Трилони, Бајрон и Хант кремирали су Персијев леш на плажи у Вијаређу.

### Повратак у Енглеску и књижевна каријера
"[Франкенштајн] је најлепше дело за које сам ја чуо да је неко написао са 20 година. Сада имаш 25 година. И, на сву срећу, наставила си у смеру читања и култивисала свој ум на најдивнији начин, што те је учинило великим и успешним писцем. Ако ти не можеш да будеш независна, ко онда може?"

— Речи Вилијама Годвина упућене Мери Шели
Након смрти њеног мужа, Мери је годину дана живела са Лијем Хантом и његовом породицом у Ђенови, где је често виђала Бајрона и преписивала његове поеме. Решила је да живи од писања и за свог сина, али њена финансијска ситуација била је неизвесна. Дана 23. јула 1823. године она је напустила Ђенову и отпутовала у Енглеску, сместивши се у Стренду, Лондон, са својим оцем и маћехом, све док није добила малу позајмицу од свог свекра која јој је омогућила да се самостално смести у кући у близини. Тимоти Шели се у почетку сложио да подржи свог унука, Персија Флоренса, само уколико он добије старатељство над њим. Мери је ту идеју моментално одбацила. Уместо тога, она је од Тимотија успела да извуче минималну годишњу исплату (коју је морала да врати када је Перси Флоренс наследио имање), али је Тимоти до краја свог живота одбијао да је види уживо и бавио се њом искључиво преко адвоката. Мери се једно време, поред других књижевних напора, бавила и редиговањем супругових песама, али се бринула због ограничених опција око свог сина. Тимоти је претио да ће јој укинути исплату уколико било каква биографија његовог сина буде објављена. Године 1826. Перси Флоренс је постао законски наследник имања Шелијевих, пошто је Шелијев и Харијетих син, Чарлс Шели, преминуо. Тимоти је повећао Мерину исплату са 100 на 250 долара, али је ситуација још увек била тешка као и раније. Мери је уживала у стимулативном друштву круга пријатеља око Вилијама Годвина, али ју је сиромаштво спречавало да се дружи на начин на који је желела. Она се такође осећала одбачено од стране оних који, попут Тимотија, и даље нису одобравали њен брак са Персијем.
Лета 1824. године Мери се преселила у Кентиш Таун у северном Лондону како би била близу Џејн Вилијамс. Она је можда, како наводи њен биограф Мјуријел Спарк, помало била заљубљена у Џејн. Џејн ју је касније разочарала трачарењем да је Перси више волео њу него Мери, наводно због Мерине неподесности у улози супруге. Отприлике у то време, Мери је радила на свом роману Последњи човек (1826), а помагала је и низу пријатеља који су писали мемоаре о Бајрону и Персију — што су били почеци њених покушаја да свог супруга учини бесмртним, односно сачува од заборава. Она је такође упознала америчког глумца Џона Хауарда Пејна и америчког писца Вашингтона Ирвинга, који су је заинтригирали. Пејн се заљубио у њу и 1826. године ју је запросио. Она је одбила, рекавши да после брака са једним генијем, она се може удати само за још једног генија. Пејн је прихватио одбијање и безуспешно пробао да разговара са својим пријатељем Ирвингом да је и он запроси. Мери је била свесна тог плана, али је нејасно колико озбиљно га је узела у обзир.
Године 1827. Мери је била део плана који је омогућио њеној пријатељици Изабелом Робинсон и Изабелиној љубавници, Мери Дијани Додс (која је стварала под именом Дејвид Линсдеј), да оду у Француску и живе тамо као муж и жена. Уз помоћ Пејна, коме није испричала све детаље, Мери је успела да добије лажне пасоше за овај пар. Године 1828. она се разболела од малих богиња док је била у посети пару у Паризу. Недељама касније она се опоравила без ожиљака, али је изгубила своју младалачку лепоту.
У периоду 1827—1840. године, Мери је била заузета као уредник и писац. Написала је романе Судбина Перкина Ворбека (енгл. The Fortunes of Perkin Warbeck, 1830), Лодор (1835) и Фокнер (1837). Написала је пет томова под називом Животи италијанских, шпанских, португалских и француских писаца (енгл. Lives of Italian, Spanish, Portuguese, and French authors), што је био део Ларднерове енциклопедије у 133 тома под називом Cabinet Cyclopædia. Писала је и приче за женске магазине. Још увек је помагала свом оцу, па су они међусобно налазили издаваче једно за другог. Године 1830. она је за 60 долара продала ауторско право над новом едицијом Франкенштајна Хенрију Колберну и Ричарду Бентлију за њихову нову серију романа. Након смрти њеног оца 1836. године у доби од 80 година, Мери је почела да скупља његова писма и мемоаре за објављивање, као што је он затражио у свом тестаменту; међутим, након две године рада, она је напустила пројекат. Током овог периода, она се такође борила и за Шелијеву поезију, промовишући издања исте и цитирајући је у својим делима. До 1837. године Персијеви радови су постали добро познати и сви су им се дивили. Током лета 1838. године, Едвард Моксон, издавач и зет Чарлса Ламба, предложио је објављивање сабраних дела Персија Шелија. Мери је била плаћена 500 долара како би редиговала Песничка дела (енгл. Poetical Works, 1838), за која је Тимоти Шели инсистирао да не садрже било какву Персијеву биографију. Мери је ипак пронашла начин да исприча причу о Шелијевом животу — убацила је опширне биографске белешке о песмама.
Мери је наставила да поступа са потенцијалним романтичним партнерима са опрезом. Године 1828. она је упознала и флертовала са француским писцем Проспером Меримеом, али једно преживело писмо упућено њему наизглед представља скретање његове изјаве љубави. Била је одушевљена када се њен стари пријатељ, Едвард Трилони, вратио у Енглеску, а они су се у писмима шалили о браку. Међутим, њихово пријатељство било је измењено, што је изазвало њено одбијање да учествује у предложеној биографији Персија Шелија; он је касније љутито реаговао на њено изостављање атеистичког одељка Краљице Маб из Шелијевих песама. Заобилазне напомене у њеном дневнику из периода од почетка 1830-их до раних 1840-их указују на то да је Мери гајила осећања према радикалном политичару Обрију Боклерку, који ју је можда разочарао два пута, оженивши се другим женама.
Мерина прва брига током ових година била је благостање Персија Флоренса. Она је испоштовала једну од последњих жеља њеног покојног мужа да његов син похађа јавну школу, и, уз невољну помоћ Тимотија Шелија, Перси Флоренс је похађао школу у Хероу. Како би избегла додатне трошкове, она се преселила у Хероу, па је Перси Флоренс могао да сваког дана присуствује предавањима. Иако је Перси Флоренс похађао Тринити колеџ, Кембриџ, и површно се бавио политиком и правом, он није показивао знаке обдарености својих родитеља. Био је посвећен својој мајци, и, након што је напустио универзитет 1841. године, он је прешао да живи са мајком.

### Последње године и смрт
Године 1840. и 1842. Мери и Перси Флоренс путовали су заједно по континенту, а ова путовања Мери је забележила у својим Лутањима по Немачкој и Италији 1840, 1842. и 1843. (енгл. Rambles in Germany and Italy in 1840, 1842 and 1843, 1844). Исте године кад је дело објављено умро је и Тимоти Шели, у доби од 90 година, „падајући са стабла као прецветао цвет”, како је Мери навела. По први пут, она и њен син били су финансијски независни, иако се показало да је наслеђе било мање вредно него што су се они надали.
Средином 1840-их, Мери се нашла на мети три засебна уцењивача. Године 1845, италијански политички изгнаник звани Гатеши, ког је упознала у Паризу, претио је да ће објавити писма која му је она слала. Пријатељ њеног сина подмитио је шефа полиције да одузме Гатешију папире, укључујући и писма, која су касније уништена. Убрзо након тога, Мери је купила нека писма које су она и Шели писали од човека који је себе звао Г. Бајрон и представљао се као ванбрачни син покојног Лорда Бајрона. Исте године, Персијев рођак Томас Медвин пришао је Мери тврдећи да је написао биографију Персија Шелија у којој га није приказао у најбољем светлу и да ће то заташкати у замену за 250 долара, али је Мери одбила да пристане на ту нагодбу.
Перси Флоренс се 1848. године оженио Џејн Гибсон Сент Џон. Брак се показао као срећан, а Мери и Џејн су се волеле. Мери је живела са својим сином и снајом у Филд Плејсу, Сасекс, у наслеђеној кући Шелијевих, и на Честер скверу, Лондон, а пратила их је и на њиховим путовањима у иностранство.
Последњих година свог живота Мери је била разорена болешћу. Од 1839. године она је патила од главобоље и напада парализе у појединим деловима тела, које су јој понекад онемогућавале да чита и пише. Дана 1. фебруара 1851, на Честер скверу, она је умрла у доби од 53 године од онога што је њен лекар сумњао да је мождани тумор. Према Џејн Шели, Мери Шели је тражила да буде сахрањена поред оца и мајке; међутим, Перси Флоренс и његова супруга, проценивши да је гробље у Сент Панкрасу, где су сахрањени Мерини родитељи, „ужасно”, одлучили су да је уместо тога сахране у цркви Светог Петра у Борнмуту, близу њихове нове куће у Боскомбу. Приликом прве годишњице смрти Мери Шели, они су отворили њен радни сто. Унутра су пронашли праменове косе њене мртве деце, дневник који је делила са Персијем Шелијем и копију његове поеме Адонис са једном страницом смотаном у круг и свиленим делом који је садржао део његовог пепела и остатке његовог срца.

## Књижевне теме и стил
Мери Шели је живела књижевним животом. Њен отац охрабривао ју је да научи да пише тако што би састављала писма, а њено омиљено занимање у детињству било је писање прича. Нажалост, сва Мерина младалачка дела су изгубљена када је побегла са Персијем 1814. године, и ниједан од њених преживелих рукописа не може се дефинитивно датирати од пре те године. Верује се да је њено прво објављено дело било Mounseer Nongtongpaw, комични стихови које је написала за Годвинову Дечју библиотеку када је имала десет и по година; ипак, ауторство над песмом се данас приписује другом писцу у најновијој меродавној колекцији њених радова. Перси Шели је са одушевљењем охрабривао Мери да се бави писањем: „мој супруг је, од самог почетка, веома желео да ја докажем да сам вредна свог порекла и упишем се на страницу славних. Одувек ме је подстицао да добијем књижевну репутацију”.

### Романи

#### Аутобиографски елементи
Поједини делови Мериних романа често се тумаче као прикривене прераде њеног живота. Критичари су указивали на понављање мотива отац-ћерка као на специфичан доказ тог аутобиографског стила. На пример, коментатори су веома често Матилду (1820) читали аутобиографски, идентификујући три централна лика романа као верзије Мери Шели, Вилијама Годвина и Персија Шелија. Мери се поверила да је моделовала централне ликове у свом роману Последњи човек по узору на пријатеље из италијанских кругова. Лорд Рејмонд, који је напустио Енглеску како би се уз Грке борио и умро у Константинопољу, базиран је на Лорду Бајрону; а утописта Адријан, Гроф од Виндзора, који води своје следбенике у потрагу за природним рајем и умире када његов брод потоне у олуји, фиктиван је портрет Персија Шелија. Ипак, како је написала у рецензији Годвиновог романа Cloudesley (1830), она није веровала да писци „само копирају садржаје из својих срца”. Вилијам Годвин је сматрао карактере њене ћекре пре као типове, а не као портрете особа из стварног живота. Неки модерни критичари, попут Патрише Клемит и Џејн Бламберг, заузели су исти став, супротстављајући се аутобиографском посматрању Мериних дела.

#### Романескни жанрови
Мери се користила техникама бројних новелистичких жанрова, најчешће годвинијанским романом, новим историјским романом Валтера Скота и готичким романом. Годвинијански роман, који је постао популаран током 1790-их делима попут Годвиновог Кејлеба Вилијамса (енгл. Caleb Williams, 1794), „користио се Русоовом исповедаоничком формом како би истражио контрадикторне односе између појединца и друштва”, а Франкенштајн приказује многе од теме и књижевне изуме као и поменути Годвинов роман. Ипак, Шели је критиковао ове просветитељске идеале које је Годвин промовисао у својим делима. У Последњем човеку Мери је искористила годвинијанску филозофску форму како би демонстрирала крајњу бесмисленост света. Док су ранији годвинијански романи показивали како рационални појединац може постепено побољшати друштво, Последњи човек и Франкенштајн показују појединчев недостатак контроле над историјом.
Шелијева је такође користила њене историјске романе како би говорила о односима између полова; на пример, Валперга представља феминизирану верзију Скотовог маскулинизма. Уводећи жену која није била део историјске позадине, Шели користи њихове приче како би довела у питање етаблиране теолошке и политичке институције. Она похлепу мушког јунака за освајањем ставља контрастно са женском алтернативом: разумом и осећајношћу. У Судбини Перкина Ворбека, још једном њеном историјском роману, Лејди Гордон означава вредности пријатељства, породичног живота и једнакости. Кроз њу Шелијева нуди феминистичку алтернативу мушкој политичкој моћи која на крају уништава мушки лик. Роман даје инклузивнију историјску причу како би изазвала оне које се обично односе на искључиво мушке догађаје.

#### Пол
С порастом феминистичке књижевне критике током 1970-их, Мерина дела, посебно Франкенштајн, почела су да привлаче много већу пажњу научника. Феминистички и психоаналитички критичари били су углавном заслужни за поновну популарност Мериних дела. Елен Моерс била је један од првих која је тврдила да је Мерин губитак детета био пресудан утицај за писање Франкенштајна. Она је навела да је роман „мит о рођењу” у ком Шелијева жели да се помири са кривицом изазваном мајчинским губитком, као и због тога што није успела као родитељ. Ен Мелор, научница која је проучавала Мерино стваралаштво, указује да је роман, са феминистичке тачке гледишта, прича „о томе шта се деси када мушкарац покуша да има бебу без жене ... [Франкенштајн] је дубоко забринут природним, за разлику од неприродних, начина продукције и репродукције”. Неуспех Виктора Франкенштајна у улози „родитеља” у роману може се схватити као израз забринутости који прати трудноћу, порођај, а посебно материнство.
Сандра Гилберт и Сузан Губар тврдиле су у њиховој заједничкој књизи Луда жена у поткровљу (1979) да је у Франкенштајну Шелијева посебно одговорила на мушку књижевну традицију коју је заступао Џон Милтонов Изгубљени рај. Према њиховој интерпретацији, Шелијева је реафирмисала ову мушку традицију, укључујући мизогинију нераздвојиву са њом, али у исто време и „сакривене фантазије једнакости које повремено избијају у монструозним сликама беса”. Мери Пуви тумачила је прво издање Франкенштајна као део већег шаблона у Мерином писању, који почиње књижевним самопотврђивањем и завршава се контроверзним феминизмом. Пови је указала на то да је Франкенштајнова вишеструка наративност омогућила Шелијевој да подели своју уметничку личност, па је тако могла да „изрази и избрише себе у исто време”. Мерин страх од самозалагања огледа се у судбини Франкенштајна, који је био кажњен због егоизма изгубивши све своје домаће везе.
Феминистички критичари фокусирали су се на то како је ауторство, посебно женско ауторство, приказано у и кроз Мерине романе. Како Мелорова објашњава, Шелијева је користила готички стил не само да истражи потиснуту женску сексуалну жељу, већ и начин како да „цензурише свој говор у Франкенштајну”. Према Повијевој и Мелоровој, Мери није желела да промовише своју ауторску личност и дубоко у себи осећала се неадекватно у улози писца, па је „ова срамота допринела је генерацији њених фиктивних слика абнормалности, перверзије и деструктивности”.
Мерина дела стављају фокус на улогу породице у друштву и улогу жене у тој породици. Она слави „женска осећања и саосећање” у вези са породицом и указује на то да друштво не би могло да преживи без њих. Мери је била „дубоко посвећена етици сарадње, узајамној зависности и самопожртвовању”. У роману Лодор, на пример, централна прича прати судбину жене и ћерке главног јунака, Лорда Лодора, који је убијен у двобоју на крају првог тома романа, остављајући за собом низ правних, финансијских и породичних препрека са којима ове две хероине треба да се супротстављају. Роман се бави политичким и идеолошким питањима, посебно образовањем и друштвеном улогом жена. Он анализира патријархалну културу која раздваја полове и поставља жену у положај зависности од мушкарца. Према виђењу Бети Бенет, „роман предлаже равноправне образовне парадигме за мушкарце и жене, што би довело до друштвене правде, као и до духовног и интелектуалног разумевања приликом сусретања са изазовима које живот доноси”. Ипак, Фокнер је једини Мерин роман у коме хероина излази као победник. Роман наводи да када женске вредности тријумфују над насилном и деструктивном мушкошћу, људи ће бити слободни да искажу „саосећање, симпатију и великодушност”, или њихову бољу природу.

#### Просветитељство и романтизам
Франкенштајн, као и бројна готичка фикција из тог периода, представља мешавину висцералног и отуђеног предмета субјекта са спекулативним и провокативним темама. Уместо да се фокусира на обрте и преокрете радње, у први план романа су менталне и моралне борбе протагонисте, Виктора Франкенштајна, а Шелијева је прожела текст њеним личним видом политизираног романтизма, романтизам који је критиковао индивидуализам и егоизам традиционалног романтизма. Виктор Франкенштајн је попут Сатане у Изгубљеном рају, и Прометеј: он се буни против традиције, он ствара живот и обликује своју судбину. Ове особине нису приказане позитивно: како Бламерг пише, „његова неуморна амбиције је самообмана, насликана као трагање за истином”. Он мора да напусти своју породицу како би испунио своје амбиције.
Мери је веровала у просветитељску идеју да људи могу на побољшају друштво одговорним вршењем политичких дужности, али је страховала да би неодговорно вршење власти могло да доведе до хаоса. У пракси, њена дела су углавном критиковала мислиоце 18. века попут њених родитеља, који су веровали да се таква промена може догодити. Створење у Франкенштајну, на пример, чита књиге повезане са радикалним идејама, али образовање које стиче из њих је на крају бескорисно. Мерина дела откривају њен мањи оптимизам у односу на Годвина и Вулстонкрафтову; она не верује у Годвинову теорију да би човечанство у неком тренутку могло постати савршено.
Како књижевник Кари Локе наводи, Последњи човек, више него Франкенштајн, „у свом одбијању да постави човечанство у центар свемира, његово испитивање нашег привилегованог положаја у односу на природу ... представља дубок и пророчки изазов западњачком хуманизму”. Наиме, Мерине алузије на оно што су радикали сматрали пропалом револуцијом у Француској и на Годвинов, Вулстонкрафтовин и Берков одговор на њу, сукобљавају се са „просветитељском вером у неминовни напредак заједничким напорима”. Као и у Франкенштајну, Шелијева „нуди дубоко разочаравајући коментар на доба револуције, који се завршава тоталним одбацивањем прогресивних идеала њене генерације”. Не само да одбацује те просветитељске политичке идеале, већ одбацује и романтичарску представу да поетска или књижевна имагинација може да понуди алтернативу, бег од стварности.

#### Политика
Критичари су до скоро наводили Лодора и Фокнера као доказ растућег конзервативизма у Мериним каснијим делима. Године 1984, Мери Пуви је утицајно идентификовала оскудицу Мерине реформистичке политике у позним делима. Пувијева је сугерисала да је Мери Шели написала Фокнера као свој конфликтни одговор на очеву комбинацију либертаријанског радикализма и строгог инсистирања на друштвену пристојност. Мелорова се сложила, тврдећи да је „Мери Шели утемељила своју алтернативну политичку идеологију на метафори мирне, нежне, буржоаске породице. Она је тиме имплицитно подржала конзервативну визију постепене еволуционе реформе”. Ова визија дозволила би женама да учествују у друштвеној сфери, али је она наследила неједнакости својствене буржоаској породици.
Ипак, у последњој деценији (20. века) ово гледиште доведено је у питање. На пример, Бенетова тврди да Мерина дела откривају доследну посвећеност романтичарском идеализму и политичкој реформи, а студија Мериних раних дела ауторке Џејн Бламберг тврди да се њена каријера не може лако поделити на радикални и конзервативни период. Она тврди да „Шелијева није никада била страствени радикал попут њеног супруга и да њен каснији начин живота није био нагло лажан, нити је био издаја. Она је заправо изазивала политичке и књижевне утицаје њених кругова пријатеља у свом првом делу”. Према овом тумачењу, Мерина рана дела тумаче се као изазов Годвинов и Шелијев радикализам. „Непромишљено одбацивање породице” Виктора Франкенштајна је, на пример, виђено као доказ Мерине константне бриге за људе око себе.

### Кратке приче
Током 1820-их и 1830-их, Мери је стално писала кратке приче за збирке прича и годишњаке, укључујући 16 прича за The Keepsake, чија су циљна група биле средовечне жене. Мерина дела из овог жанра била су описана као дела „плаћеног писца” и „развучена и досадна”. Ипак, критичарка Шарлот Сусман истиче да су други писци тог доба, попут романтичарских песника Вилијама Вордсворта и Семјуела Тејлора Колриџа, давали предност овом профитабилном тржишту. Она објашњава да су „годишњаци били главни вид књижевног стваралаштва током 1820-их и 1830-их”, а The Keepsake најуспешнији међу њима.
Многе Мерине приче смештене су у доба далеко пре деветнаестовековне Британије, као што је Грчка и владавина Анрија IV француског. Шелијева је посебно била заинтересована за „крхкост индивидуалног идентитета” и често приказивала „да пут особе у свету може бити катаклизмички измењен унутрашњим емоционалним превратом, или неком натприродном појавом која се огледа у унутрашњој шизми”. У њеним причама, женски идентитет везан је за женске краткотрајне вредности у браку, док мушки идентитет може да се одржи и трансформише коришћењем новца. Иако је Мери написала 21 кратку причу за годишњаке између 1823. и 1839. године, она је увек себе, пре свега, сматрала романописцем. Писала је Лију Ханту: „пишем лоше чланке који ми помажу да се осећам јадном — али ћу уронити у роман и надам се да ће његова чиста вода опрати блато ових часописа”.

### Путописи
Када су лета 1814. године побегли у Француску, Мери и Перси почели су да пишу заједнички дневник, који су они објавили 1817. под називом Историја шестонедељне туре, додавши томе четири писма, по два од сваког, базирана на њиховој посети Женеви 1816. године, заједно са Шелијевом песмом Мон Блан. Књига слави младалачку љубав и политички идеализам и свесно следи пример Мери Вулстонкрафт и других који су комбиновали путовање са писањем. Перспектива књиге је филозофски и реформистички, пре него конвенционални путопис; путопис нарочито апострофира ефекте политике и рата на Француску. Писма која је пар написао током другог путовања суочавају се са „великим и изванредним догађајима” коначне победе Наполеона код Ватерлоа након његовог „стодневног” повратка 1815. године. Она такође истражују узвишеност Женевског језера и Мон Блана, као и револуционарно наслеђе филозофа и романописца Жана Жака Русоа.
Мерина последња књига, написана у форми писама и објављена 1844. године, носи назив Лутања по Немачкој и Италији 1840, 1842. и 1843. и бележи њена путовања са Персијем Флоренсом и његовим универзитетским пријатељима. У Лутањима, Шелијева прати традицију Писама написаних у Шведској, Норвешкој и Данској — дело њене мајке — и своју Историју шестонедељне туре како би мапирала свој лични и политички пејзаж кроз говор сензибилитета и симпатије. За Шелијеву, изградња саосећајне везе међу људима је пут до стварања цивилног друштва и повећања знања: „знање, да просветли и ослободи ум од пријемчивих отупелих предрасуда — шири круг симпатије са својим сродним душама — то су користи путовања”. Између запажања о пејзажима, култури и „људима, посебно са политичке тачке гледишта”, она је користила форму путописа како би истражила своје улоге удовице и мајке и размишљала о револуционарном натурализму у Италији. Она је такође бележила своје „ходочашће” на сценама везаним за Шелија. Према критичарки Клариси Ор, Мерино усвајање личности филозофског материзма даје Лутањима јединство прозне песме, са „смрћу и сећањем као централним темама”. У исто време, Шелијева ствара егалитаран случај против монархије, класних разлика, ропства и рата.

### Биографије
Између 1832. и 1839. године, Мери је написала бројне биографије значајних италијанских, шпанских, португалских и француских мушкараца и и неколико жена за књигу Животи најзначајнијих књижевника и научника аутора Дионизија Ларднера. Биографије су биле део Ларднерове енциклопедије, једне од бољих међу бројним таквим произведеним током 1820-их и 1830-их као одговор на растућу жељу за самообразовањем средње класе. Све до поновног издавања ових есеја 2002. године, њихов значај у оквиру њеног корпуса није био цењен. Према мишљењу књижевног научника Грега Кучића, они откривају Мерино „чудесно истраживање кроз неколико векова и више језика”, њен поклон биографској приповести и њено интересовање за „нове облике феминистичке историографије”. Шели је писала у биографском стилу популаризованом од стране 18овековног критичара Семјуела Џонсона у његовом делу Животи песника (енгл. Lives of the Poets, 1779—81), комбинујући секундарне изворе, мемоаре и анегдоте, као и ауторску евалуацију. Она је бележила детаље из живота и карактера сваког писца, цитирала њихова дела, како у оригиналу тако и у преводу, и завршавала са критичким разматрањем њиховог стваралаштва.
За Шелијеву је биографско писање, према њеним речима, требало да се „ствара као да је то школа у којој се учи филозофија историје” и предају лекције. Најчешће и најважније, ове лекције састављене су од критицизма мушко-доминантних институција као што је примогенитура. Шелијева ставља акценат на породични живот, романтику, породицу, симпатију и саосећајност у животима њених субјеката. Њено уверење да такве снаге могу побољшати друштво повезује њен биографски приступ са осталим раним феминистичким историчарима попут Мери Хејс и Ане Џејмсон. За разлику од њених романа, од којих је већина имала оригиналан тираж од свега неколико стотина примерака, Животи су штампани у око 4.000 примерака по сваком тому: тиме, према Кучићу, Мерина „употреба биографије како би прогурала социјални програм женске историографије постала је једна од најутицајнијих политичких интервенција”.

### Уреднички рад
Убрзо након Персијеве смрти, Мери је одлучила да напише његову биографију. У писму из 17. новембра 1822. године, она је најавила: „писаћу о његовом животу и тиме окупирати саму себе на једини начин из ког могу да извучем утеху”. Ипак, њен свекар, Тимоти Шели, ефектно јој је забранио да то учини. Мери је започела гајење Персијеве песничке репутације 1824. године објављивањем његових Постхумних песама. Године 1839, док је радила на Животима, она је припремила ново издање његове поезије, које је постало, према речима Сузан Волфсон, „канонизовани догађај” у историји угледа њеног супруга. Следеће године, Мери је издала том Персијевих есеја, писама, превода и фрагмента, а током 1830-их, она је његову поезију представила широј јавности објављујући његове одабране радове у годишњаку .
Избегавајући Тимотијеву забрану биографије, Мери је често у овим издањима убацивала своје напомене и размишљања о животу и стваралаштву свог супруга. „Ја сам ту да оправдам његове путеве и да га начиним вољеним свим будућим генерацијама”, написала је она 1824. године. Био је то циљ, како наводи Бламберг, који је довео до представљања Шелијевог рада јавности на „најпопуларнији могући начин”. Како би прилагодила његове радове викторијанској јавности, она је Шелија представљала више као лирског него као политичког песника. Ипак, како Мери Фаврет наводи, „бестелесни Перси сам легитимише дух своје поезије”. Мери је помињала Персијев политички радикализам као облик сентиментализма, тврдећи да је његов републиканизам настао из саосећања према онима који су патили. Убацивала је и романтичне анегдоте његовог човекољубља, љубави према дому и љубави према природи. Представљајући себе као Персијеву „практичну музу”, она је такође напоменула да је ревизије вршила онако како је он написао.
Упркос емоцијама које је овај рад узбуркао, Мери се неоспорно показала као професионални и научни уредник. Радећи са Персијевим неуредним, понекад нејасним, свескама, она је покушала да формира хронологију његових радова, па је укључила и песме, попут Epipsychidion — посвећену Емилији Вивијани, које би најрадије изоставила. Била је, ипак, приморана да начини извесне компромисе и, како наводи Бламберг, „модерни критичари су пронашли грешку са издањем и различито тврде да је она погрешно преписала, погрешно протумачила, намерно начинила нејасним неке ствари и покушала да песника претвори у нешто што он није био”. Према Доналду Демијану, савременом уреднику Шелијевих дела, Мерин стил уређивања припада „периоду уређивања када циљ није био да се установе тачни текстови и научни апарат већ да се представи целокупан запис пишчеве каријере за просечног читаоца”. У принципу, Мери је веровала у објављивање сваке речи рада њеног супруга; међутим, нашла се у обавези да изостави неке делове, било под притиском издавача Едварда Моксона, било из поштовања према јавности. На пример, она је изоставила атеистичке делове првог издања Краљице Маб. Након што их је вратила у другом издању, Моксон је био кривично прогоњен и осуђен за богохулну клевету, иако је избегао казну. Мерини пропусти и изостављања изазвали су критике, често веома лоше, од стране припадника Персијевих кругова пријатеља, а рецензенти су је, између осталог, оптуживали за неселективно укључивање. Њене белешке су ипак остале основни извор за проучавање Персијевог рада. Како Бенет објашњава, „биографи и критичари се слажу да је Мерина преданост да учини супруга запаженим и његова дела значајним био једина, главна сила која је успоставила Шелијеву репутацију током периода када би он готово сигурно избледео у очима јавности”.

## Репутација
Током свог живота, Мери је озбиљно била схваћена као писац, иако су критичари често превиђали политичку страну њених радова. Ипак, након њене смрти, она се углавном памти као супруга Персија Биша Шелија и као аутор Франкенштајна. Заправо, у уводу њених писама објављених 1945. године, уредник Фредерик Џоунс је написао: „збирка ове величине не може се оправдати општим квалитетом писама нити Мерином важношћу у улози писца. То је зато што она као жена [Персија Биша Шелија] задивљује наше интересовање”. Овај став није се променио до 1980. године када је Бети Бенет објавила први том сабраних радова Мери Шели. Како је она објаснила, „чињеница је да су до ових година научници гледали на Мери као на ћерку Вилијама Годвина и Мери Вулстонкрафт која је постала жена Персија Шелија”. То је било тако док Емили Састејн није 1989. године објавила целокупну научну биографију Мери Шели под називом Мери Шели: Романтика и стварност (енгл. Mary Shelley: Romance and Reality).
Покушаји Мериног сина и снаје да „викторијанизују” успомену на њу цензуришући биографске документе допринели су виђењу Мери као конвенционалније, мање реформистичке фигуре него што њена дела указују на то. Њена бојажљива изостављања делова из Персијевих дела и њено тихо избегавање јавне контроверзе током њених позних година допринели су овом утиску. Тумачења Хога, Трилонија и других поштовалаца Шелија такође су се постарала да умање Мерин радикализам. Трилонијеви Записи о Шелију, Бајрону и аутору (енгл. Records of Shelley, Byron, and the Author, 1878) величали су Персија Шелија на Мерин рачун, доводећи у питање њену интелигенцију, па чак и њено ауторство над Франкенштајном. Лејди Шели, супруга Персија Флоренса, допринела је делом овоме, објавивши веома измењену колекцију писама коју је наследила под називом Шели и Мери (енгл. Shelley and Mary, 1882).
Од Франкенштајнове прве позоришне адаптације из 1923. године до филмских адаптација током читавог 20. века, укључујући и прву биоскопску верзију из 1910. године и данас познате адаптације, међу којима су Вејлов Франкенштајн из 1931. године, Бруксов Млади Франкенштајн из 1974. године и Бранин Франкенштајн из 1994. године, велики део јавности сусрео се први пут са Мериним стваралаштвом путем адаптација. Током 19. века, Мери је, у најбољем случају, била виђена као аутор једног романа, а не као професионални писац, што и јесте била; многа њена дела била су ван штампе све до пре тридесетак година, заклонивши тако већи поглед на њен допринос. Последњих неколико деценија, поновно издавање готово свих њених дела стимулисало је ново признање њених вредности. Њена навика интензивног читања и студирања, откривена у њеним дневницима и писмима и огледана у њеним делима, сада је боље цењена. Мерина концепција себе као аутора такође је била призната; након Персијеве смрти, она је писала о својим ауторским амбицијама: „мислим да могу да се одржим, а ту је и нешто инспиришуће у идеји”. Научници сада сматрају Мери једном од главних романтичарских личности, значајну због њеног књижевног доприноса и њеног политичког гласа као жене и либерала.

## Дела
- Историја шестонедељне туре (енгл. History of a Six Weeks' Tour, 1817)
- Франкенштајн или модерни Прометеј (енгл. Frankenstein or The Modern Prometheus, 1818)
- Матилда (енгл. Mathilda, 1819)
- Валперга (енгл. Valperga or The Life and Adventures of Castrussio, Price of Lucca, 1823)
- Постхумне песме Персија Биша Шелија (енгл. Posthumous Poems of Percy Bysshe Shelley, 1824)
- Последњи човек (енгл. The Last Man, 1826)
- Судбина Перкина Ворбека (енгл. The Fortunes of Perkin Warbeck, 1830)
- Лодор (енгл. Lodore, 1835)
- Фокнер (енгл. Falkner, 1837)
- Песничка дела Персија Биша Шелија (енгл. The Poetical Works of Percy Bysshe Shelley, 1839)
- Лутања по Немачкој и Италији 1840, 1842. и 1843. (енгл. Rambles in Germany and Italy in 1840, 1842 and 1843, 1844)